# Gnaphalopoda punctatissima
Gnaphalopoda punctatissima är en skalbaggsart som beskrevs av Xavier Montrouzier 1857. Gnaphalopoda punctatissima ingår i släktet Gnaphalopoda och familjen Melolonthidae. Inga underarter finns listade i Catalogue of Life.